# MUST 밴드의 시대
《MUST 밴드의 시대》는 Mnet에서 2013년 5월 21일부터 2013년 7월 16일까지 방송된 밴드 서바이벌 프로그램이다.

## 개요
매회 6팀이 출연해 1대1 배틀을 펼치고 밴드피플 (방청객) 500명의 투표로 승패팀이 결정된다.
매회 라운드 대결을 한 후 라운드 승자 중에서 세미파이널에 진출할 최종 1팀을 선정한다. 그런 방식으로 세미파이널에 진출하게 될 6팀을 선정한 후 파이널에서 최종 우승팀이 선정된다.
데이브레이크 (1대 밴드), 로맨틱펀치 (2대 밴드), 갤럭시 익스프레스 (3대 밴드), 장미여관 (4대 밴드), 3호선 버터플라이 (5대 밴드), 브로큰 발렌타인 (6대 밴드)이 세미파이널에 진출하였다. 데이브레이크, 로맨틱펀치 , 갤럭시 익스프레스가 결승에 진출하여 대결을 펼쳤고 갤럭시 익스프레스가 최종 우승하였다. 하지만 갤럭시 익스프레스 멤버의 대마초 혐의로 인하여 우승이 무효화되었다.  또한 방송에서 갤럭시 익스프레스의 무대는 편집되어 방송되지 않았다.

## 경연곡
굵은글씨로 표시한 밴드는 세미파이널에 진출한 각회 우승팀이다.
01화 Mnet 레전드 100 아티스트의 노래
- 1라운드 : 윈디시티 - 오늘 밤 (원곡:김완선) VS 제이레빗 - 세가지 소원 (원곡:이승환) (243점) : 제이레빗 승
- 2라운드 : 피아 - Hello (원곡:조용필) VS 데이브레이크 - 슬픈 마네킹 (원곡:현진영과 와와) (262점) : 데이브레이크 승
- 3라운드 : 크라잉넛 - 정신차려 (원곡:김수철) (234점) VS 델리 스파이스 - 초생달 (원곡:어떤날) (244점) : 델리 스파이스 승

02화 금기에 관한 모든 것
- 1라운드 : 피터팬 컴플렉스 - 보이네 (원곡:나미) (249점) VS 델리 스파이스 - 행복의 나라로 (원곡:한대수) : 피터팬 컴플렉스
- 2라운드 : 쏜애플 - 피노키오 (Danger) (원곡:f(x)) VS 로맨틱펀치 - 주문 (MIROTIC) (원곡:동방신기) (274점) : 로맨틱펀치 승
- 3라운드 : 갤럭시 익스프레스 - 바람 (원곡:김정미) (252점) VS 구남과여라이딩스텔라 - 주저하지 말아요 (원곡:김현식) (209점) : 갤럭시 익스프레스 승

03화 미션! <9010 아이돌> 밴드의 스타일로 표현하라!
- 1라운드 : 구남과여라이딩스텔라 - Bad Girl Good Girl (원곡:미쓰에이) VS 솔루션스 - Oh Yeah (원곡:GD&T.O.P) (251점) : 솔루션스 승
- 2라운드 : 갤럭시 익스프레스 - BE my baby (원곡:원더걸스) (248점) VS 3호선 버터플라이 - I love you (원곡:2NE1)+필승 (원곡:서태지와 아이들) : 갤럭시 익스프레스 승
- 3라운드 : 델리 스파이스 - 캔디 (원곡:H.O.T.) VS 노브레인 - 여름안에서 (원곡:듀스) (232점) : 노브레인 승

04화 장르 파괴!
- 1라운드 : 갤럭시 익스프레스 - 참아주세요 (원곡:김혜연) VS 디어 클라우드 - 백만송이 장미 (원곡:심수봉) (257점) :디어 클라우드 승
- 2라운드 : 장미여관 - 빈대떡신사 (원곡:한복남) (261점) VS 솔루션스 - 지금 이순간 (원곡:조승우) : 장미여관 승
- 3라운드 : 구남과여라이딩스텔라 - 서울 탱고 (원곡:방실이) (234점) VS 몽니 - 바보처럼 살았군요 (원곡:김도향) (254점) : 몽니 승

05화 최정상 밴드들이 선사하는 청.춘.지.침.서!
- 1라운드 : 몽니 - 이 밤을 다시 한번 (원곡:조하문) (235점) VS 옥상달빛 - 걸어가자 (원곡:루시드 폴) (250점) : 옥상달빛
- 2라운드 : 로큰롤라디오 - D.I.S.C.O (원곡:엄정화) VS 3호선 버터플라이 - 내가 고백을 하면 깜짝 놀랄 거야 (원곡:산울림) (274점) : 3호선 버터플라이 승
- 3라운드 : 윈디시티 - 나도야 간다 (원곡:김수철) + 치키치키 차카차카 (원곡:김수철) VS 브로콜리 너마저 - 세상에 뿌려진 사랑만큼 (원곡:이승환) (251점) : 브로콜리 너마저 승

06화 Festival in 밴드의 시대, "한 여름밤의 축제"
- 1라운드 : 디어 클라우드 - 하늘을 달리다 (원곡:이적) VS 노브레인 - 아리랑 목동 (원곡:하춘화) : 디어 클라우드 승
- 2라운드 : 구남과여라이딩스텔라 - 우리는 (원곡:송창식) VS 쏜애플 - 우리의 밤은 당신의 낮보다 아름답다 (원곡:코나) : 쏜애플 승
- 3라운드 : 피터팬 컴플렉스 - 해변으로 가요 (원곡:키보이스) VS 브로큰 발렌타인 - 상승 (원곡:시나위) : 브로큰 발렌타인 승

07화 자작곡으로 세미파이널 Top3를 결정하는 1대1 대결!
- 1라운드 : 로맨틱펀치 - 몽유병 VS 브로큰 발렌타인 - Answer Me  : 로맨틱펀치 승
- 2라운드 : 3호선 버터플라이 - 헤어지는날 바로 오늘 VS 갤럭시 익스프레스 (밴드)갤럭시 익스프레스 - 호롱불 : 갤럭시 익스프레스 승
- 3라운드 : 데이브레이크 - 좋다 VS 장미여관 - 부비부비 : 데이브레이크 승

08화 파이널스테이지 공개 JUMP! INDIE!
최종우승팀 : 갤럭시 익스프레스
- 커버곡 대결 : 갤럭시 익스프레스 - 고백 (원곡:델리 스파이스) VS 데이브레이크 - 하드코어 인생아 (원곡:옥상달빛) VS 로맨틱펀치 - 일탈 (원곡:자우림)
- 자작곡 대결 : 갤럭시 익스프레스 - 정글 더 블랙 + 바이바이플래닛 VS 데이브레이크 - 범퍼카 VS 로맨틱펀치 - 토요일 밤이 좋아
- 스페셜 스테이지 : 손에 손잡고 (원곡:코리아나) (옥상달빛, 디어클라우드, 솔루션스, 피터팬 컴플렉스, 구남과여라이딩스텔라, 피아)

## 방영 목록
| 각 화 | 방송일          | 출연자                                                                                       |
| ----- | --------------- | -------------------------------------------------------------------------------------------- |
| 01화  | 2013년 5월 21일 | 윈디시티, 제이레빗, 피아, 데이브레이크, 크라잉넛, 델리 스파이스                              |
| 02화  | 2013년 5월 28일 | 피터팬 컴플렉스, 델리 스파이스, 쏜애플, 로맨틱펀치, 갤럭시 익스프레스, 구남과여라이딩스텔라  |
| 03화  | 2013년 6월 5일  | 구남과여라이딩스텔라, 솔루션스, 갤럭시 익스프레스, 3호선 버터플라이, 델리 스파이스, 노브레인 |
| 04화  | 2013년 6월 12일 | 갤럭시 익스프레스, 디어 클라우드, 장미여관, 솔루션스, 구남과여라이딩스텔라, 몽니             |
| 05화  | 2013년 6월 18일 | 몽니, 옥상달빛, 로큰롤라디오, 3호선 버터플라이, 윈디시티, 브로콜리 너마저                    |
| 06화  | 2013년 6월 25일 | 디어 클라우드, 노브레인, 구남과여라이딩스텔라, 쏜애플, 피터팬 컴플렉스, 브로큰 발렌타인      |
| 07화  | 2013년 7월 3일  | 로맨틱펀치, 브로큰 발렌타인, 3호선 버터플라이, 갤럭시 익스프레스, 데이브레이크, 장미여관     |
| 08화  | 2013년 7월 16일 | 갤럭시 익스프레스, 데이브레이크, 로맨틱펀치                                                  |

## 최종 순위
| 순위             | 이름                    | 소속사                                                 |
| ---------------- | ----------------------- | ------------------------------------------------------ |
| 1위              | 갤럭시 익스프레스       | 러브락                                                 |
| 2위              | 데이브레이크            | 해피로봇                                               |
| 3위              | 로맨틱펀치, 前워디시    | 퀸                                                     |
| Top6             | 브로큰 발렌타인         | 롤링컬쳐원                                             |
| Top6             | 3호선 버터플라이        | 오름                                                   |
| Top6             | 장미여관                | 前록스타뮤직앤라이브                                   |
| 결선 진출전 진출 | 디어 클라우드           | 엠와이, 前뮤직커밸, 前클라우드, 前M.A 와일드독, 前토이 |
| 결선 진출전 진출 | 제이레빗                | the Rabbit hole                                        |
| 결선 진출전 진출 | 델리스파이스            | 뮤직커밸                                               |
| 결선 진출전 진출 | 피터팬 컴플렉스         | 쇼머스트                                               |
| 결선 진출전 진출 | 솔루션스                | 해피로봇                                               |
| 결선 진출전 진출 | 노브레인                | 록스타뮤직앤라이브                                     |
| 결선 진출전 진출 | 몽니                    | 모던보이                                               |
| 결선 진출전 진출 | 옥상달빛, 前동방울 자매 | 매직스트로베리                                         |
| 결선 진출전 진출 | 브로콜리 너마저         | 스튜디오 브로콜리                                      |
| 결선 진출전 진출 | 쏜애플, 前가시사과      | 해피로봇                                               |
| Top21            | 윈디 시티               | 크래프트앤준                                           |
| Top21            | 피아                    | 前C9, 前윈원, 前서태지컴퍼니, 前루디                   |
| Top21            | 크라잉넛                | 드럭                                                   |
| Top21            | 구남과여라이딩스텔라    | 아시아                                                 |
| Top21            | 로큰롤라디오            | 디컴퍼니, 前산타                                       |

## 같이 보기
- TOP밴드 (시즌 1)
- TOP밴드 2
- TOP밴드 3
- 악(樂)인전